# Zhang Yong (Snookerspieler)
Zhang Yong (chinesisch 张永, Pinyin Zhāng Yǒng; * 21. Juli 1995) ist ein chinesischer Snookerspieler.

## Karriere

### Anfänge
Als 17-Jähriger nahm Zhang Yong 2013 erstmals an den Asienturnieren der Players Tour Championship teil, einer Turnierserie für Profis und Amateure. Dort sorgte er beim dritten Turnier in Zhengzhou für eine Überraschung, als er den walisischen Profi Matthew Stevens mit 4:0 schlug und ins Achtelfinale einzog. Dort verlor er mit 1:4 gegen Tom Ford, womit er ein Preisgeld von 1.000 Pfund Sterling bekam. Auch im nächsten Jahr nahm er Asienevents teil, erreichte aber nur zweimal die Runde der letzten 64. In der Saison 2014/15 bekam er für die Shanghai Masters eine Wildcard vom chinesischen Verband, doch er verlor mit 2:5 gegen Mark Williams. Nach den Teilnahmen an den ersten beiden asiatischen PTC-Turnieren konnte er bei den Dechawat Poomjaeng, Li Yuan und Jimmy Robertson besiegen, sodass er mit seinem Einzug ins Viertelfinale seinen bis dahin größten Erfolg erreichte. Er verlor mit 0:4 gegen Mark Williams. Auch für die China Open bekam er eine Wildcard, dort verlor er mit 2:5 gegen Zhou Yuelong. In der Gesamtwertung der PTC-Asienturniere dieser Saison war Zhang der beste chinesische Amateur gewesen. Über die Asian Order of Merit bekam er daraufhin die Startberechtigung für die folgenden beiden Spielzeiten auf der Snooker Main Tour als Profispieler.
2015 trat er auch bei der Asienamateurmeisterschaft an und erreichte das Halbfinale, das er gegen den Ex-Profi Pankaj Advani verlor.

### Erste Profijahre
Nach zwei Auftaktniederlagen bei den Australian Open und beim Paul Hunter Classic besiegte Zhang bei den Shanghai Masters den Engländer Steven Hallworth, doch er verlor in der zweiten Qualifikationsrunde mit 0:5 gegen David Gilbert. Bei den Ruhr Open zog er in die Runde der letzten 32 ein, wo er gegen Dominic Dale verlor. Im weiteren Saisonverlauf konnte er bis einschließlich zu den China Open kein einziges Spiel gewinnen und rutschte auf Weltranglistenplatz 115 ab. Bei der anschließenden Snookerweltmeisterschaft gelang ihm in der ersten Qualifikationsrunde ein 10:7-Sieg über den Noridren Joe Swail, anschließend unterlag er Matthew Stevens mit 3:10. Er beendete seine erste Profisaison auf Weltranglistenplatz 98.
In der nächsten Saison konnte er durch einen 4:3-Sieg gegen Mark Joyce für die Riga Masters qualifizieren, wo er in der ersten Runde gegen Ali Carter ausschied. Auch bei den Indian Open und den World Open erreichte er zwar die Hauptrunde, verlor aber gegen Mark Williams beziehungsweise Kyren Wilson. Nach einer Auftaktniederlage beim Paul Hunter Classic gegen Mark Allen gelang Zhang auch der Einzug in die zweite Qualifikationsrunde des Shanghai Masters, wo er an Rory McLeod scheiterte. Bei den restlichen sechs Turnieres des Jahres verlor Zhang alle Spiele. Ein Lichtblick für die Qualifikation für die nächste Saison war das German Masters, wo er nach Siegen über Mike Dunn und Mark Davis die Hauptrunde in Berlin erreichte. Dort verlor er mit 3:5 gegen Stuart Bingham. Nach einer Auftaktniederlage bei den Welsh Open zog Zhang in die Runde der letzten 32 des Shoot-Outs ein, wo er gegen Andy Hicks verlor. Bei den Gibraltar Open konnte er immerhin die zweite Runde einziehen, doch er unterlag Mark Williams. Sowohl bei den China Open als auch bei der Snookerweltmeisterschaft verlor er sein erstes Spiel, sodass er die Saison auf Weltranglistenplatz 95 beendete, was nicht für eine Qualifikation für die nächste Saison reichte. Zhang versuchte, über die Q School 2017 die Wiederqualifikation zu schaffen. Im ersten Turnier erreichte er die fünfte von sechs Runden, doch er schied durch ein 1:4 gegen Billy Joe Castle aus. Auch im zweiten Turnier schied er in der fünften Runde aus, diesmal mit 3:4 gegen Alex Davies. Doch über die Order of Merit der Q School erhielt er die Startberechtigung für weitere zwei Jahre.

### Weiterer Karriereverlauf
Nach vier Auftaktniederlagen zu Beginn der Saison 2017/18 erreichte Zhang bei den European Masters die Hauptrunde, wo er mit 0:4 gegen Ben Woollaston besiegt wurde. Bei den English Open erreichte er nach Siegen über Kurt Dunham und Rhys Clark die Runde der letzten 32, wo er mit 1:4 gegen Ronnie O’Sullivan verlor. Auch beim International Championship erreichte er nach Siegen über Fergal O’Brien und Alan McManus ebenjene Runde, diesmal unterlag er Shaun Murphy mit 1:6. Nach einer Auftaktniederlage beim Shanghai Masters konnte er bei den Northern Ireland Open die zweite Runde erreichen, wo er mit 0:4 ausschied. Beim UK Championship und den German Masters verlor er sein erstes Match, bei den Scottish Open verlor er erst in der zweiten. Eine Überraschung dagegen gelang ihm beim Shoot-Out, wo er bis ins Viertelfinale kam und dort gegen den späteren Sieger Michael Georgiou verlor. Nach einer weiteren Auftaktniederlage bei den Welsh Open erreichte er auch das Viertelfinale der Gibraltar Open, er verlor dort aber mit 2:4 gegen Scott Donaldson. Bei der Snookerweltmeisterschaft verlor er in der ersten Qualifikationsrunde mit 6:10 gegen Zhang Anda. Zhang beendete de Saison auf Weltranglistenplatz 96.
Direkt im ersten Turnier, dem Riga Masters, seiner vierten Profisaison erreichte Zhang das Viertelfinale, wo er mit 1:4 gegen Jack Lisowski verlor. Nach einer Auftaktniederlage bei den World Open erreichte er die Runde der letzten 32 des Paul Hunter Classics, wo er mit 2:4 gegen Thepchaiya Un-Nooh verlor. Bei den Indian Open und beim China Championship verlor Zhang sein erstes Spiel, bei den European Masters profitierte er vom Rückzug Mark Williams’, er verlor aber in der ersten Hauptrunde gegen den späteren Sieger Jimmy Robertson. Bei den English Open erreichte er die zweite Runde, wo er an Ryan Day scheiterte. In der Qualifikation für den International Championship verlor er anschließend mit 1:6 gegen Martin Gould.